# Jadran Express
Jadran Express var en nattågslinje som gick från Split vid Adriatiska havet till Prag i Tjeckien. Tåget var ett biltåg. Linjen infördes 2003 och var i drift från juni till september. Inför 2010 års säsong meddelades dock att den lagts ner på grund av ökade kostnader, som de tjeckiska järnvägarna inte ensamma ville stå för.